# Fujiyoshida

Fujiyoshida (富士吉田市 Fujiyoshida-shi?) este un municipiu din Japonia, prefectura Yamanashi.

## Legături externe
Materiale media legate de municipiul Fujiyoshida la Wikimedia Commons